# Asian Five Nations 2012 (dywizje)
Asian Five Nations 2012 (z powodów sponsorskich HSBC Asian 5 Nations 2012) – piąta edycja corocznego turnieju organizowanego pod auspicjami ARFU dla azjatyckich męskich reprezentacji rugby union. Turnieje w ramach niższych od Top 5 dywizji odbywały się od kwietnia do czerwca 2012. Zwycięzcy pierwszych trzech dywizji uzyskali awans do wyższych klas rozgrywek, najsłabsze zespoły natomiast zostały relegowane do niższych.

## System rozgrywek
Dywizje 1 i 5 rozgrywały zawody systemem kołowym – zwycięzca meczu otrzymuje pięć punktów, za remis przysługują trzy punkty, a przegrany nie otrzymuje punktów. Punkt bonusowy otrzymuje się za zdobycie przynajmniej czterech przyłożeń lub też za przegraną nie więcej niż siedmioma punktami. Dywizje 2, 3 i 4 rywalizowały natomiast w formie turnieju play-off – zwycięzcy półfinałów walczyli o triumf w zawodach i jednocześnie awans do wyższej dywizji, przegrani zaś z tych meczów o utrzymanie się w tej klasie rozgrywek.
Turnieje dywizji 1–3 służyły jednocześnie jako pierwszy etap kwalifikacji do Pucharu Świata w 2015.
W dodatkowym meczu play-off 14 lipca 2012 roku zmierzyli się zwycięzcy Dywizji 2 i 3 – reprezentacje Tajlandii i Indii – w meczu o awans do Dywizji 1 edycji 2013. Potwierdzając swoje ambicje grania w wyższej klasie rozgrywek w spotkaniu zwyciężył zespół Tajlandii 42–29.

## Dywizja 1
Po raz pierwszy zawody w Dywizji 1 zostały rozegrane systemem kołowym zastępując używany wcześniej system play-off. Wzięły w nim udział cztery drużyny: Singapur, Filipiny, Sri Lanka oraz Chińskie Tajpej. Rozgrywki transmitowane były przez stację ABS-CBN.
Zawody rozegrane w Manili w ciągu trzech meczowych dni pomiędzy 15 a 21 kwietnia zakończyła triumfem reprezentacja Filipin notując historyczny awans do najlepszej piątki azjatyckich drużyn i prawo występu w Top 5 Asian Five Nations 2013. Odnosząc trzy zwycięstwa poprawiła jednocześnie swój bilans w tych rozgrywkach – jedenaście zwycięstw w dwunastu meczach – lepszy posiadała jedynie niepokonana w czterech edycjach Japonia. Najsłabszy w tym turnieju, mający jednak doświadczenie w grze w najwyższej klasie rozgrywek, zespół Singapuru został relegowany do Dywizji 2.

### Mecze
| 15 kwietnia 201217:00 | Sri Lanka | 36:8(29:3) | Chińskie Tajpej | Rizal Memorial Stadium, Manila |
| 15 kwietnia 201217:00 |           | 36:8(29:3) |                 | Rizal Memorial Stadium, Manila |

| 15 kwietnia 201219:00 | Singapur | 20:37(6:24) | Filipiny | Rizal Memorial Stadium, Manila |
| 15 kwietnia 201219:00 |          | 20:37(6:24) |          | Rizal Memorial Stadium, Manila |

| 18 kwietnia 201217:00 | Sri Lanka | 35:10(14:10) | Singapur | Rizal Memorial Stadium, Manila |
| 18 kwietnia 201217:00 |           | 35:10(14:10) |          | Rizal Memorial Stadium, Manila |

| 18 kwietnia 201219:00 | Filipiny | 34:12(19:0) | Chińskie Tajpej | Rizal Memorial Stadium, Manila |
| 18 kwietnia 201219:00 |          | 34:12(19:0) |                 | Rizal Memorial Stadium, Manila |

| 21 kwietnia 201217:00 | Sri Lanka | 18:28(3:23) | Filipiny | Rizal Memorial Stadium, Manila |
| 21 kwietnia 201217:00 |           | 18:28(3:23) |          | Rizal Memorial Stadium, Manila |

| 21 kwietnia 201219:00 | Singapur | 31:49(7:22) | Chińskie Tajpej | Rizal Memorial Stadium, Manila |
| 21 kwietnia 201219:00 |          | 31:49(7:22) |                 | Rizal Memorial Stadium, Manila |

## Dywizja 2
Turniej Dywizji 2 odbył się w Kuala Lumpur w ciągu dwóch meczowych dni – 31 maja i 2 czerwca 2012 roku i wzięły w nim udział cztery zespoły rywalizujące systemem pucharowym.
W zawodach zwyciężyła reprezentacja Tajlandii, która 14 lipca 2012 roku zmierzyła się ze zwycięzcą Dywizji 3 – Indiami – w meczu o awans do Dywizji 1, będącym dalszą częścią kwalifikacji do Pucharu Świata w 2015. Przegrawszy wysoko oba spotkania, najsłabsza w tym turnieju drużyna Chin została relegowana do Dywizji 3.
|  | Półfinały | Półfinały | Półfinały |  |  | Finał             | Finał             | Finał             |
|  |           |           |           |  |  |                   |                   |                   |
|  | 1         | Malezja   | 89        |  |  |                   |                   |                   |
|  | 4         | Chiny     | 0         |  |  |                   |                   |                   |
|  |           |           |           |  |  |                   | Malezja           | 19                |
|  |           |           |           |  |  |                   | Tajlandia         | 22                |
|  | 2         | Tajlandia | 37        |  |  |                   |                   |                   |
|  | 3         | Iran      | 17        |  |  | Mecz o 3. miejsce | Mecz o 3. miejsce | Mecz o 3. miejsce |
|  |           |           |           |  |  |                   |                   |                   |
|  |           |           |           |  |  |                   | Chiny             | 3                 |
|  |           |           |           |  |  |                   | Iran              | 52                |

### Półfinały
| 31 maja 201214:30 | Tajlandia | 37:17(17:5) | Iran | Stadium Kelana Jaya, Kuala Lumpur |
| 31 maja 201214:30 |           | 37:17(17:5) |      | Stadium Kelana Jaya, Kuala Lumpur |

| 31 maja 201216:30 | Malezja | 89:0(55:0) | Chiny | Stadium Kelana Jaya, Kuala Lumpur |
| 31 maja 201216:30 |         | 89:0(55:0) |       | Stadium Kelana Jaya, Kuala Lumpur |

### Mecz o trzecie miejsce
| 2 czerwca 201214:30 | Chiny | 3:52 | Iran | Stadium Kelana Jaya, Kuala Lumpur |
| 2 czerwca 201214:30 |       | 3:52 |      | Stadium Kelana Jaya, Kuala Lumpur |

### Finał
| 2 czerwca 201216:30 | Malezja | 19:22 | Tajlandia | Stadium Kelana Jaya, Kuala Lumpur |
| 2 czerwca 201216:30 |         | 19:22 |           | Stadium Kelana Jaya, Kuala Lumpur |

## Dywizja 3
Turniej Dywizji 3 odbył się w Kuala Lumpur w ciągu dwóch meczowych dni – 30 maja i 1 czerwca 2012 roku i wzięły w nim udział cztery zespoły rywalizujące systemem pucharowym. W zawodach zwyciężyła reprezentacja Indii, która 14 lipca 2012 roku zmierzyła się ze zwycięzcą Dywizji 2 – Tajlandią – w meczu o awans do Dywizji 1, będącym dalszą częścią kwalifikacji do Pucharu Świata w 2015.
|  | Półfinały | Półfinały | Półfinały |  |  | Finał             | Finał             | Finał             |
|  |           |           |           |  |  |                   |                   |                   |
|  | 1         | Indie     | 34        |  |  |                   |                   |                   |
|  | 4         | Pakistan  | 5         |  |  |                   |                   |                   |
|  |           |           |           |  |  |                   | Indie             | 18                |
|  |           |           |           |  |  |                   | Guam              | 16                |
|  | 2         | Guam      | 38        |  |  |                   |                   |                   |
|  | 3         | Indonezja | 17        |  |  | Mecz o 3. miejsce | Mecz o 3. miejsce | Mecz o 3. miejsce |
|  |           |           |           |  |  |                   |                   |                   |
|  |           |           |           |  |  |                   | Pakistan          | 7                 |
|  |           |           |           |  |  |                   | Indonezja         | 13                |

### Półfinały
| 30 maja 201214:30 | Guam | 38:17(26:17) | Indonezja | Stadium Kelana Jaya, Kuala Lumpur |
| 30 maja 201214:30 |      | 38:17(26:17) |           | Stadium Kelana Jaya, Kuala Lumpur |

| 30 maja 201216:30 | Indie | 34:5(22:0) | Pakistan | Stadium Kelana Jaya, Kuala Lumpur |
| 30 maja 201216:30 |       | 34:5(22:0) |          | Stadium Kelana Jaya, Kuala Lumpur |

### Mecz o trzecie miejsce
| 1 czerwca 201214:30 | Pakistan | 7:13(0:5) | Indonezja | Stadium Kelana Jaya, Kuala Lumpur |
| 1 czerwca 201214:30 |          | 7:13(0:5) |           | Stadium Kelana Jaya, Kuala Lumpur |

### Finał
| 1 czerwca 201216:30 | Indie | 18:16(18:6) | Guam | Stadium Kelana Jaya, Kuala Lumpur |
| 1 czerwca 201216:30 |       | 18:16(18:6) |      | Stadium Kelana Jaya, Kuala Lumpur |

## Dywizja 4
Turniej Dywizji 4 odbył się w Dubaju w dniach 25–27 kwietnia 2012 roku. W pierwszym dniu meczowym – 25 kwietnia – rozegrane zostały półfinały, finały natomiast dwa dni później – 27 kwietnia – stanowiąc preludium do inauguracyjnego spotkania Top 5 tej edycji.
Pomimo zwycięstwa w poprzedniej edycji reprezentacja Kataru ponownie rywalizowała w Dywizji 4 z Uzbekistanem, Jordanią i Libanem. Katarczycy powtórzyli wyczyn sprzed roku deklasując obu rywali, ostatnie miejsce natomiast zajęli zawodnicy z Uzbekistanu.
|  | Półfinały | Półfinały  | Półfinały |  |  | Finał             | Finał             | Finał             |
|  |           |            |           |  |  |                   |                   |                   |
|  | 1         | Katar      | 74        |  |  |                   |                   |                   |
|  | 4         | Uzbekistan | 13        |  |  |                   |                   |                   |
|  |           |            |           |  |  |                   | Katar             | 67                |
|  |           |            |           |  |  |                   | Liban             | 0                 |
|  | 2         | Liban      | 25        |  |  |                   |                   |                   |
|  | 3         | Jordania   | 19        |  |  | Mecz o 3. miejsce | Mecz o 3. miejsce | Mecz o 3. miejsce |
|  |           |            |           |  |  |                   |                   |                   |
|  |           |            |           |  |  |                   | Uzbekistan        | 15                |
|  |           |            |           |  |  |                   | Jordania          | 19                |

### Półfinały
| 25 kwietnia 201218:00 | Jordania | 19:25(11:15) | Liban | The Sevens, Dubaj |
| 25 kwietnia 201218:00 |          | 19:25(11:15) |       | The Sevens, Dubaj |

| 25 kwietnia 201220:00 | Katar | 74:13(38:10) | Uzbekistan | The Sevens, Dubaj |
| 25 kwietnia 201220:00 |       | 74:13(38:10) |            | The Sevens, Dubaj |

### Mecz o trzecie miejsce
| 27 kwietnia 201215:30 | Jordania | 19:15 | Uzbekistan | The Sevens, Dubaj |
| 27 kwietnia 201215:30 |          | 19:15 |            | The Sevens, Dubaj |

### Finał
| 27 kwietnia 201217:45 | Katar | 67:0 | Liban | The Sevens, Dubaj |
| 27 kwietnia 201217:45 |       | 67:0 |       | The Sevens, Dubaj |

## Dywizja 5
Turniej Dywizji 5 odbył się w Phnom Penh w ciągu trzech meczowych dni pomiędzy 26 a 30 czerwca 2012 roku i wzięły w nim udział trzy zespoły rywalizujące systemem "każdy z każdym". Zwycięzcą okazał się ponownie Laos wygrywając oba swoje mecze, na drugim miejscu natomiast uplasowała się reprezentacja Brunei w bezpośrednim pojedynku pokonując gospodarzy. Tym samym powtórzyła się kolejność z turniejów z 2009 i 2010.

### Mecze
| 26 czerwca 201215:30 | Kambodża | 15:19(15:0) | Brunei | RCAF Old Stadium, Phnom Penh |
| 26 czerwca 201215:30 |          | 15:19(15:0) |        | RCAF Old Stadium, Phnom Penh |

| 28 czerwca 201217:30 | Laos | 70:7(42:0) | Brunei | RCAF Old Stadium, Phnom Penh |
| 28 czerwca 201217:30 |      | 70:7(42:0) |        | RCAF Old Stadium, Phnom Penh |

| 30 czerwca 201215:30 | Kambodża | 7:58(0:29) | Laos | RCAF Old Stadium, Phnom Penh |
| 30 czerwca 201215:30 |          | 7:58(0:29) |      | RCAF Old Stadium, Phnom Penh |